# Сулимівська вулиця (Київ)
Ву́лиця Сулимівська — вулиця, що існувала в Подільському районі міста Києва, місцевість Сирець. Виникла у середині XX століття, пролягала між теперішніми вулицями Олени Теліги і Бакинською. Назву Сулимівська вулиця набула в 1955 році. Ліквідована в 1961 році у зв'язку з приєднанням до вулиці Дем'яна Бєдного, яка з 1993 року має назву — вулиця Ольжича.

## Історія
Вулиця виникла у середині XX століття під назвою Нова. Назву Сулимівська вулиця набула в 1955 році відповідно до Рішення виконавчого комітету Київської міської Ради депутатів трудящих від 5 липня 1955 року № 857 «Про перейменування вулиць м. Києва».
Ліквідована в 1961 році у зв'язку з приєднанням до вулиці Дем'яна Бєдного, яка з 1993 року має назву — вулиця Ольжича.